# Halocystyda
Halocystyda (łac. halocystidium, l.mn. halocystidia) – rodzaj cystyd występujący u niektórych gatunków grzybów. Są to cystydy cienkościenne, zaliczane do grupy leptocystyd, o nabrzmiałym kształcie, często główkowate, o wierzchołku otoczonym zewnętrzną kulką podobną do bańki. Ściana globulek zewnętrznych jest zwykle cieńsza niż ściana wewnętrzna. Takie halocystydy występują np. u drewniczki różnoporej (Scizopora pradoxa) i niektórych gatunków Hyphodontia (strzępkoząb).